# Sinteză organică
Sinteza organică este o ramură specială a sintezei chimice care se ocupă cu obținerea compușilor organici prin intermediul reacțiilor organice.